# Chunghye Wang
König Chunghye Wang (koreanisch 충혜왕) (* 22. Februar 1315 in Kaesŏng, Königreich Goryeo; † 30. Januar 1344 in Yueyang, Provinz Hunan) war während seiner Regierungszeit von 1330 bis 1332 und nach einer Unterbrechung von 1339 bis 1344 der 28. König des Goryeo-Reiches und der Goryeo-Dynastie (고려왕조) (918–1392).

## Leben
Chunghye Wang war der erstgeborene Sohn von König Chungsuk Wang (충숙왕) und seiner ersten Frau Königin Gongwon (공원), die dem mongolischen Namyang Hong Clan entstammte. Zu seiner Geburt bekam Chunghye den Namen Wang Jeong (왕정) verliehen. König Chunghye Wang hatte fünf Frauen. Aus der Ehe mit Prinzessin Deoknyeong (덕녕), die dem mongolischen Borjigin Clan entstammte, gingen ein Sohn und eine Tochter hervor. Der Sohn folgte ihm als König Chungmok Wang (충목왕) auf den Thron. Sein zweitgeborener Sohn, den er mit der Dame Hee-Bi (희비) des Papyeong Yun Clans hatte, folgte später als König Chungjeong Wang (충정왕) seinem älteren Bruder. Ein dritter Sohn blieb ohne Titel.
Chunghye Wang wurde als Kronprinz von seinem Vater entsprechend den Auflagen nach dem verlorenen Krieg gegen die Mongolen zu Zeiten König Wonjongs (원종) und dem anschließend geschlossenen Friedensvertrag zur Ausbildung an den mongolischen Königshof geschickt und dort vermählt. Wie schon zuvor sein Vater, Großvater und Urgroßvater, wurde er dort zum König von Shenyang (瀋陽市) ernannt und sollte von dort aus über Goryeo herrschen. Damit wollte sich das Mongolenreich die Kontrolle über Goryeo sichern, was aber zu Streitigkeiten um den Thron zwischen Wang Ko (왕고), einem Neffen von König Chungseon Wang (충선왕) sowie König Chungsuk Wang (충숙왕) und ihm führte.
Als Chunghyes Vater König Chungsuk Wang nach fünf Jahren Abwesenheit von seinem Thron zurück an den Hof Goryeos kam, gab es in der königlichen Familie Streit, der den Rückzug von Chunghyes Vater vom Thron zur Folge hatte und Chungsuk Wang im Jahr 1330 zu seinem Nachfolger auf den Thron werden ließ. Doch seine Regentschaft währte nicht lange und wurde zwei Jahre später durch den Herrscher der Yuan-Dynastie vorläufig beendet und sein Vater wieder auf den Thron installiert. Als König Chungsuk Wang im Jahr 1339 verstarb, war der Weg zum erneuten Besteigen des Throns für Chunghye endgültig frei.
Während der Regentschaft von König Chunghye fand im Jahr 1343 eine große Hungersnot statt. Er ließ daraufhin auf Betreiben des buddhistischen Mönchs Hakseon Kornvorräte des Staates nutzen, um das Getreide an die Bevölkerung zu verteilen, um damit den Hunger etwas stillen zu können. Diese Hilfe ging als jin'geup in die Geschichte Koreas ein und war damit das erste Mal in Korea, dass der Staat mit einem Hilfsprogramm der Bevölkerung half.
König Chunghye Wang verstarb im Januar 1344 in Yueyang in der Provinz Hunan und wurde in Yeongneung, Kaesŏng in Goryeo beigesetzt.

## Unter der Kontrolle der Mongolen
Wie schon sein Vater, Großvater und Urgroßvater mussten Chunghye und alle Männer, angefangen vom König bis hinunter zu einfachen Bürgern, im Goryeo-Reich den mongolischen Haarstil tragen, bei dem das vordere Haar gänzlich entfernt wurde und am hinteren Teil des Kopfes ein geflochtener Zopf getragen wurde. Ebenso war es Pflicht mongolische Kleidung zu tragen, die mongolische Sprache zu sprechen und die jungen Prinzen des Hofes zur Ausbildung in das mongolische Reich zu senden.
Mit Chungseons Urgroßvater begann auch die Pflicht der Könige Goryeos mongolische Namen zu verwenden. So wie für frühere Könige, durften nun ab 1274 die Silben jo (조) für Stammvater und jong (종) für Vorfahren, um einen posthumen „Tempelnamen“ für die Könige zu kreieren, nicht mehr verwendet werden. Stattdessen mussten die Namen der Könige mit dem Präfix chung (충) versehen werden, um damit den Geist der Loyalität gegenüber der Yuan-Dynastie auszudrücken. Den Zusatz wang (왕), als Zeichen für König, musste hinter dem Namen gesetzt werden.
Mit der Macht der Mongolen über das Goryeo-Reich waren dessen Könige für knapp 80 Jahre nicht mehr unabhängige Herrscher ihres Königreichs, sondern wurden als Schwiegersöhne fest in die Struktur der Yuan-Dynastie integriert. Dies änderte sich erst mit König Gongmin Wang (공민왕), der es schaffte, Goryeo von der Herrschaft der Mongolen zu befreien.